# Harald Quietzsch
Harald Quietzsch (geb. 11. Juli 1936 in Grimma) ist ein deutscher Prähistoriker, Museologe und Museumsleiter.
Quietzsch studierte Museumswesen und Ur- und Frühgeschichte. 1957 bis 1960 war er Leiter des Kreismuseums Grimma. Danach war er in Dresden am Landesmuseum für Vorgeschichte Dresden sowie am Landesamt für Archäologie Sachsen tätig, wo er primär für die Steinkreuze zuständig war. Harald Quietzsch publiziert überwiegend zu den Bodendenkmalen Sachsens.
Er ist mit der Archäologin Ursula Quietzsch-Lappe (geb. 1941) verheiratet.

## Veröffentlichungen (Auswahl)
- mit Heinz Jacob: Die geschützten Bodendenkmale im Bezirk Dresden (= Kleine Schriften des Landesmuseums für Vorgeschichte Dresden. Band 2). Landesmuseum für Vorgeschichte, Dresden 1982.
- mit Klaus Kroitzsch: Die geschützten Bodendenkmale im Bezirk Leipzig (= Kleine Schriften des Landesmuseums für Vorgeschichte Dresden. Bd. 4). Landesmuseum für Vorgeschichte, Dresden 1984. ISSN 0232-5446 (Eine nahezu umfassende Auflistung von Burgställen, Steinkreuzen und einigen Wüstungen)
- Mitwirkender: Steinkreuze und Kreuzsteine in Sachsen (= Arbeits- und Forschungsberichte zur sächsischen Bodendenkmalpflege. Beiheft 15). Deutscher Verlag der Wissenschaften, Berlin 1980. (bei mehreren Bänden in dieser Reihe)
- mit G. Müller: Steinkreuze und Kreuzsteine in Sachsen, Inventar Bezirk Dresden. Wohl Dresden, 1977. Beiheft 13 zu den Arbeits- und Forschungsberichten zur sächsischen Bodendenkmalpflege.
- Die Zeitung „Nachrichten für Grimma“ als Kriegs- und Heimatspiegel der Jahre 1940 bis 1945. Journalismus über die Journalistin Renate Sturm-Francke. Selbstverlag, Dresden 2003.
- La passione nel paesaggio: bibliografia tedesca = Passion in der Landschaft. Hrsg. von Johannes Andresen unter der Leitung von Paolo Pellizari, Centro di Documentazione dei Sacri Monti Calvari e Complessi Devozionali Europei, Ponzano Monferrato 2007.